# Kindle Fire
Kindle Fire és una versió de tauleta del lector de llibres electrònics Kindle de l'empresa nord-americana Amazon.com. El seu llançament va ser anunciat el 28 de setembre de 2011 i tindrà una pantalla de color de 7 polzades amb tecnologia IPS basat en una versió modificada de l'Android de Google. Compta amb accés a la botiga d'aplicacions d'Amazon, pel·lícules per streaming i sèries de televisió a més dels llibres electrònics de Kindle. La seva comercialització s'inicià a mitjans de novembre de 2011 a un preu de 199 dòlars.